# Frognerseteren (станция метро)

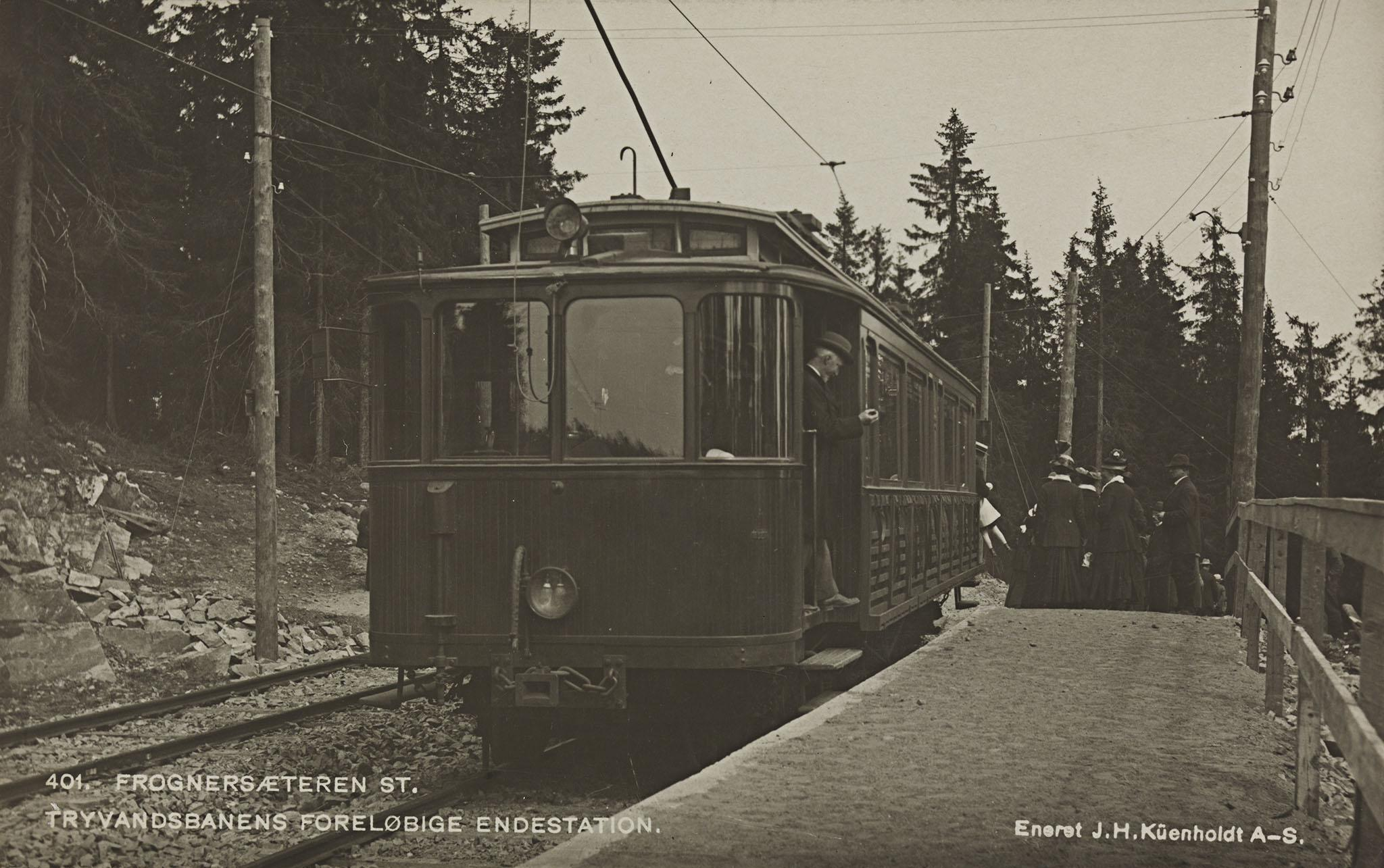
Станция в начале XX века

Фрогнерсетерен (норв. Frognerseteren) — конечная станция первой линии метрополитена Осло и ветки Холменколлен. Открылась 16 мая 1916 года на участке Холменколлен — Фрогнерсетерен. Расположена на высоте 469 метров над уровнем моря и в 14,3 км от центральной станции — Стортинг. Пассажиропоток станции составляет всего 120 человек в день.
С 15 марта по 6 декабря 2010 года станция закрывалась на реконструкцию.